# Palácio Madama (Turim)
.
| Imagem: Residências da Casa de Saboia | Palácio Madama (Turim) está incluído no sítio "Residências da Casa de Saboia", Património Mundial da UNESCO. |  |

O Palácio Madama (em italiano: Palazzo Madama) é um palácio da Itália situado em Turim, na centralíssima Piazza Castello (Praça do Castelo). O palácio é constituído por dois núcleos interligados entre si: o barroco Palácio Madamada e o medieval Casaforte dos Acaja (Casaforte degli Acaja), formando um corolário de dois mil anos de história do Piemonte. 
Foi proclamado Património da Humanidade pela UNESCO, em 1997, como parte do conjunto Residências da Casa de Saboia. 

## História

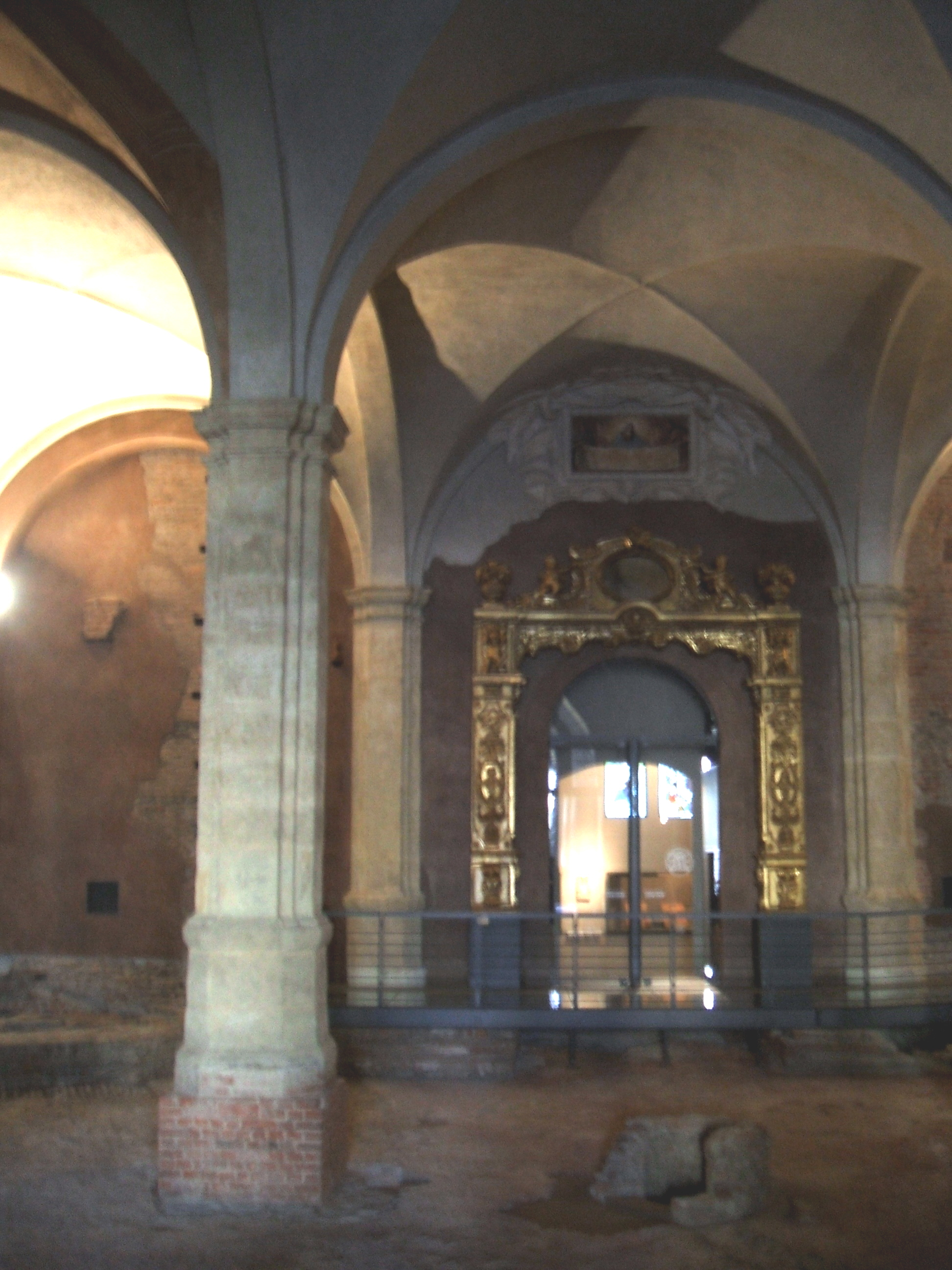
Apoios de pedra sobre tijolos destacam-se do extracto romano escavado.

No início do século I surgiu uma porta na muralha que levava ao Decumano Massimo de Augusta Taurinorum: duas torres (ainda hoje existentes, embora restauradas) testemunham a porta, a qual tinha quatro aberturas em volta, destinada à entrada e saída da cidade, à via para este e à via para a capital, Roma. 
Depois da queda do Império Romano, a porta foi transformada numa fortaleza destinada à defesa da cidade, embora mantendo a função original de passagem. Esta primitiva fortificação passou para a posse dos Marqueses de Monferrato, no século XIII. Foi neste lugar que, com grande probabilidade, foi assinado, em 1280, o tratado entre Guilherme VII de Monferrato e Tomás III de Saboia, o qual previa a libertação do primeiro e a cessão de Turim dos Aleramici aos Saboia.

### Casaforte degli Acaja

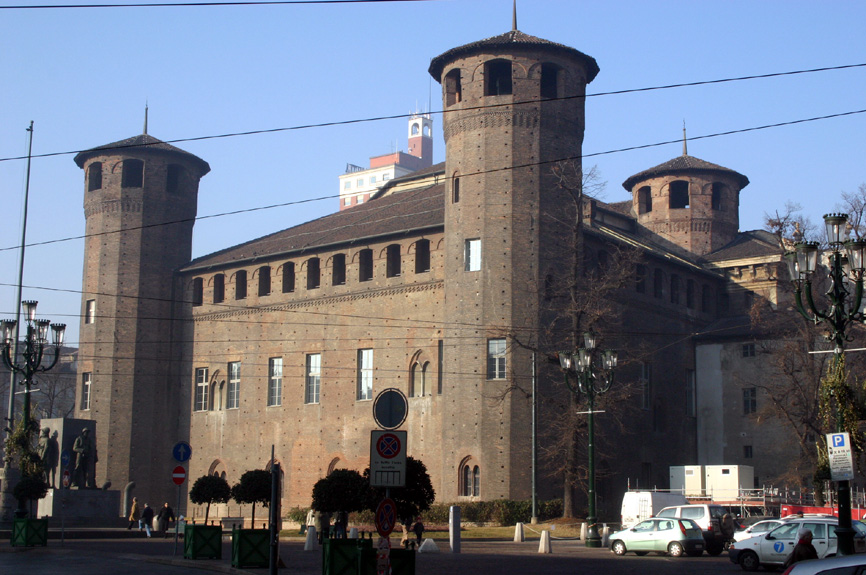
A Casa-forte dos Acaja, fachada traseira do actual Palácio Madama

Com o passar dos séculos, a fortificação da Porta Fibellona passou à posse dos Saboia-Acaja, ramo caído da Casa de Saboia, os quais, na segunda metade do século XIV, ampliaram o edifício tornando-o num castelo. 
Um século depois, Ludovico Acaja reorganizou o castelo, fazendo-o assumir a forma quadrada com pátio e pórtico, quatro torres cilindricas angulares, ainda parcialmente reconhecíveis em três dos lados. 
A extinção do ramo dos Saboia-Acaja levou a que o castelo se tornasse numa residência para os hóspedes dos Saboia. 
Foi habitado durante um breve período por Emanuel Felisberto de Saboia, o qual queria fazer ali a residência dos duques depois de ter mudado a capital de Chambéry para Turim, em 1563. No entanto, a construção do Palazzo Reale di Torino, mais consentâneo com a sua figura, iria remeter a Casaforte degli Acaja às suas antigas funções de edifício para os hóspedes. 
A partir de 1578, no entanto, os Saboia expuseram o Santo Sudário no castelo em ocasiões especiais de matrimónios importantes ou de festividades solenes.

### Palácio Madama

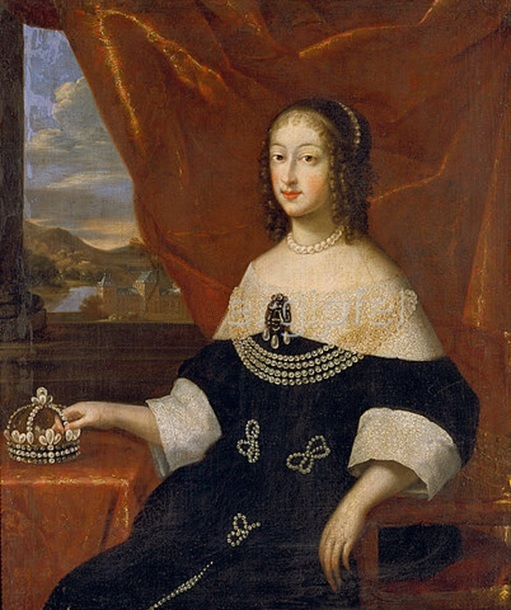
Cristina da França, a primeira Madama do palácio de Turim.

O ano de 1637 é uma data marcante na história do castelo: a regente do duque Carlos Emanuel II de Saboia, Cristina da França, querendo libertar-se da área de influência da Corte, elegeu o edifício como sua residência. Não se limitando a instalar-se no castelo, encomendou importantes trabalhos estruturais, como a abertura do pátio (o qual ainda hoje se eleva um andar acima do resto da construção) e a modernização dos aposentos interiores. 
Sessenta anos depois, uma outra dama da Casa de Saboia, Maria Joana Baptista de Saboia, regente de Vítor Amadeu II de Saboia), habitou este palácio e a ela se deve o aspecto actual e parte do nome do próprio palácio, sede da regência de duas "Damas Reais". 

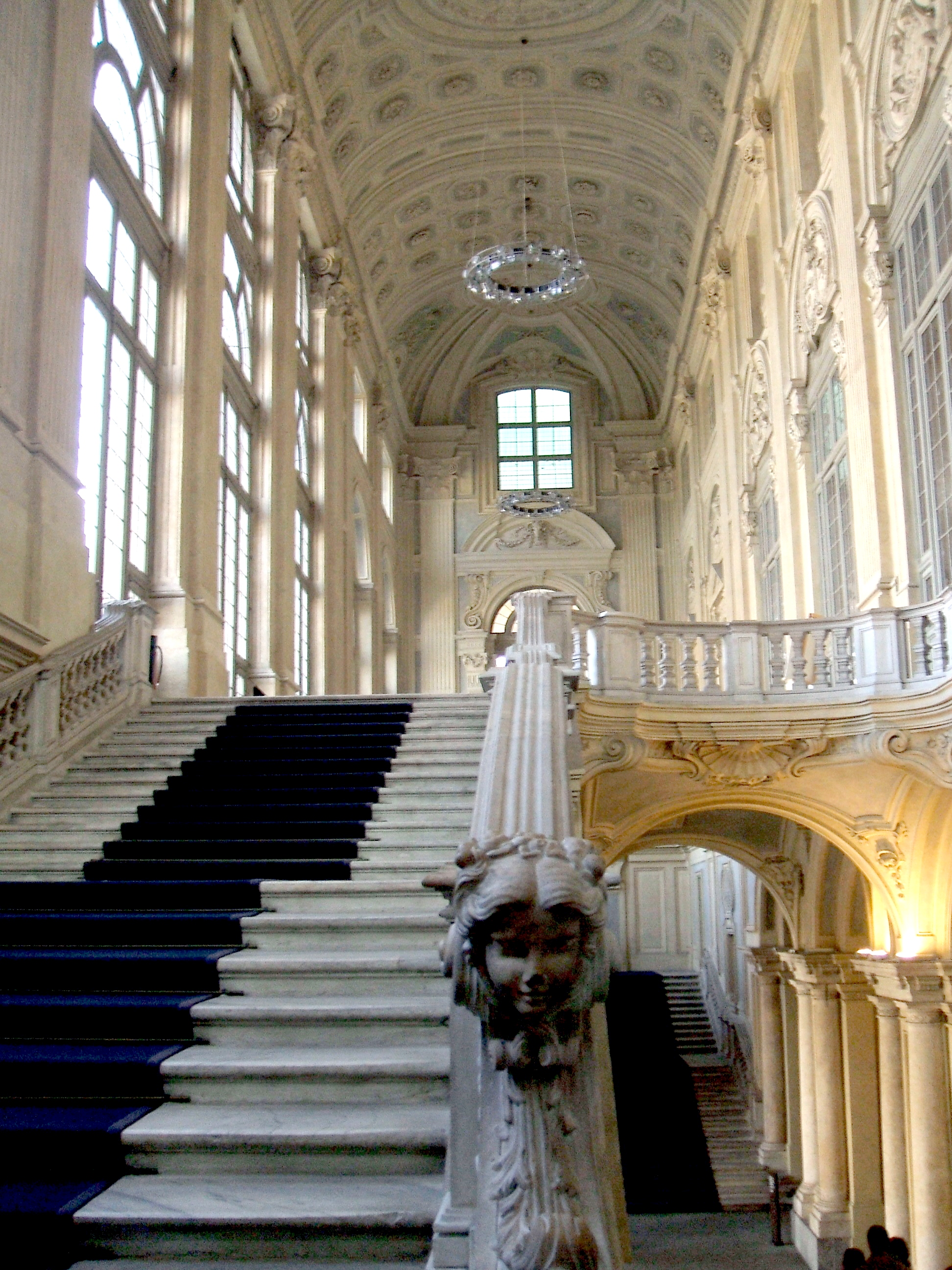
A imponente escadaria projectada por Felipe Juvara.

Filippo Juvarra projectou para a regente um magnífico palácio barroco em pedra branca. O projecto, porém, não foi concluído, uma vez que depois de completado o corpo avançado, em 1721, não se fez outro. 
Basta, no entanto, esta entrada cenográfica para admirar o grandioso projecto juvarriano: sobre um andar rusticado eleva-se ao alto um corpo com grandes janelões escondidos por colunas e pilastras de ordem compósita, as quais suportam um entablamento esculpido, encimado por uma elegante balaustrada decorada com vasos e estátuas, também estas de mármore branco. 

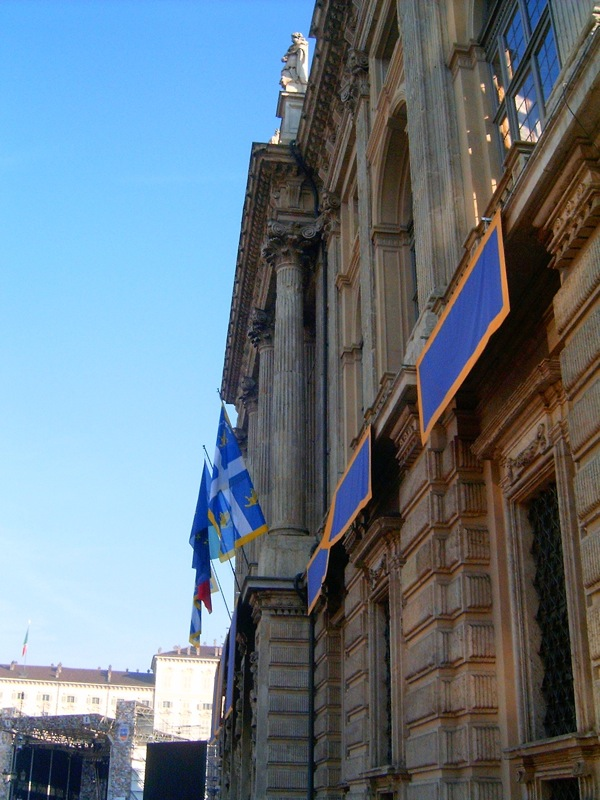
A fachada barroca do Palácio Madama

O interior, pelo contrário, contrapõe uma ligeireza quase arcádica dada, sobretudo, pela luz que penetra por três janelas laterais. Apresenta quatro colonas centrais que suportam a abóbada da escadaria monumental que leva ao andar superior. Os janelões, outros elementos que também dão grande luminosidade à escadaria de entrada, permitiam que o povo, colocado frente ao palácio, participasse visualmente nas grandes festas barrocas. A máscara barroca não esconde o antigo castelo medieval dando-lhe, pelo contrário, importância e oficialidade, servindo como símbolo de poder. Depois da morte da última Dama Real que se enamorou por ele, o palácio sofreu pesadas reestruturações devidas aos diversos usos a que foi sujeito, de comissariado da polícia a sede do governo provisório francês na campanha napoleónica. 
No século XIX, o rei Carlos Alberto reconsiderou o edifício, fazendo dele a sede da Pinacoteca Régia e, sucessivamente, do Senado Subalpino e do Tribunal de Cassação. 
No final do século XIX a história do palácio ganhou interesse. Foram, então, escavadas as fundações e encontrados traços na arquitectura das construções e versões precedentes.
No imaginário popular, as histórias das duas damas a que se referem o Palácio Madama em Turim e o Palácio Madama em Roma estão interligadas e confundem-se, ao ponto de por vezes se acreditar que uma única "Madama" está ligada aos dois palácios. Trata-se, no entanto, de duas figuras distintas, as quais encarnaram épocas e realidades profundamente diversas: de um lado, a Madama de Roma, Margarida de Parma, filha natural de Carlos V, a qual traz à mente o Renascimento, a influência dos Médici e os laços daquela família com o papado e o Império; do outro, a Madama de Turim, Cristina Maria da França, encarnando um período no qual, cerca de um século depois, o Ducado de Saboia viveu um período de grande sujeição à França.

## Museu Cívico de Arte Antiga de Turim

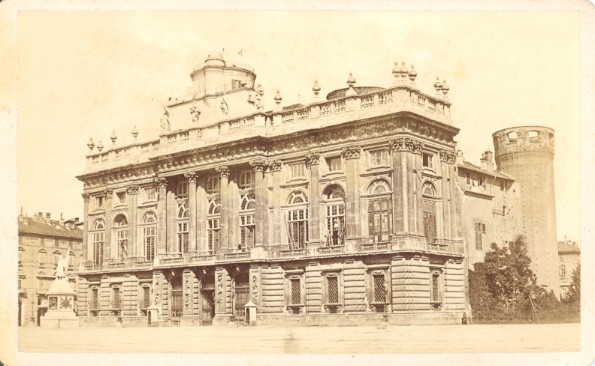
Foto de 1865, na qual é visível, sobre o tecto do palácio, o pequeno observatório dos Saboia.

Em 1934, o Palácio Madama tornou-se sede do Museu Cívico de Arte Antiga de Turim (Museo Civico d'Arte Antica di Torino). Ao longo do século XX, o castelo tem sido sujeito a numerosas obras de restauro e renovação, as quais ficaram concluídas no final de 2006. Deste modo foi restituído à cidade um importante documento dos 2.000 anso da sua história. 

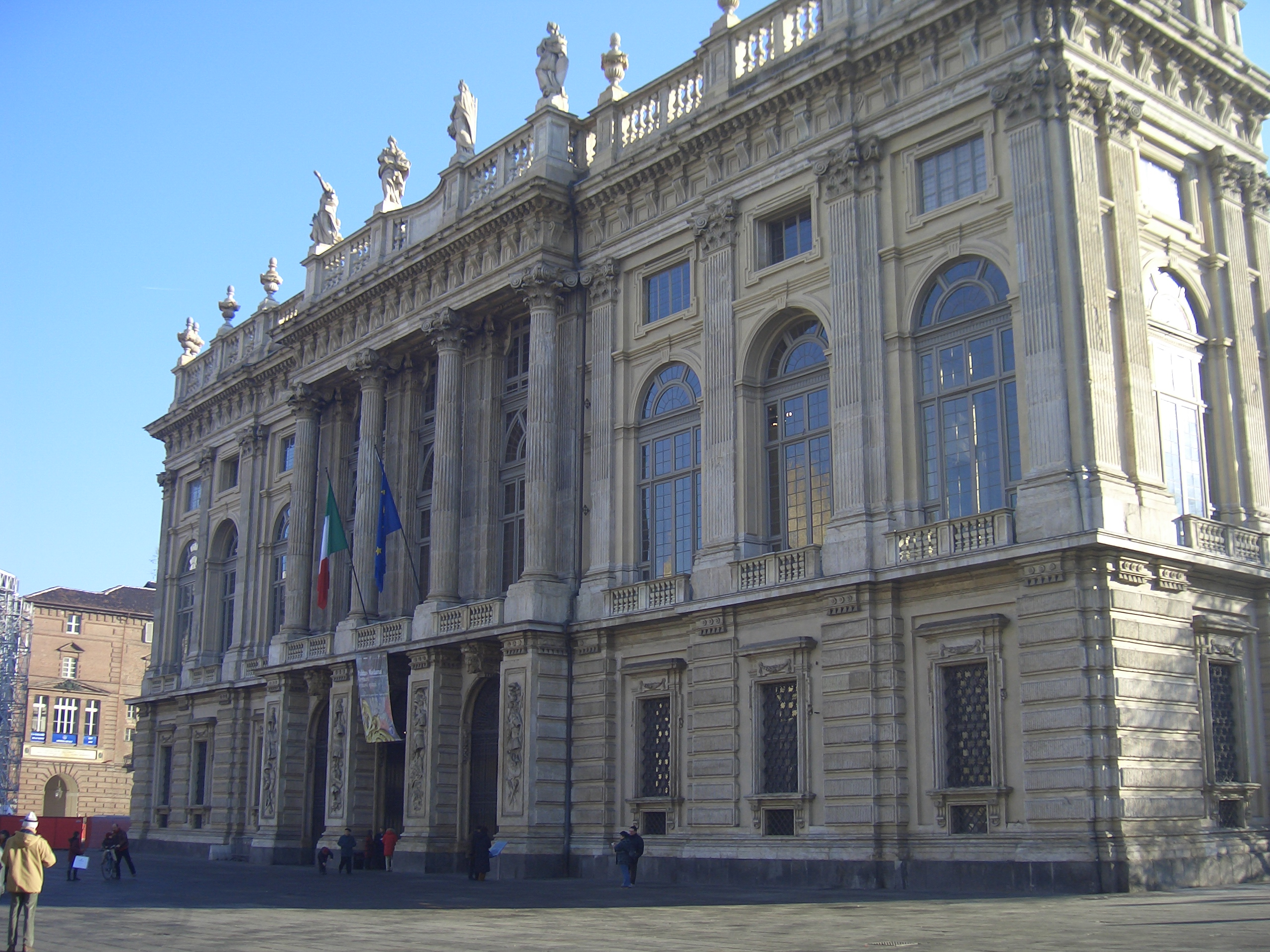
A fachada juvarriana do Palácio Madama

Actualmente, o museu acolhe importantes obras de arte composta por esculturas antigas, uma pinacoteca e uma vasta colecção de porcelanas.
O museu possui uma rara colecção de artefactos provenientes de Gandara, vindos das escavações italianas do IsMEO na Estupa Butkara, no Paquistão. No Inverno de 2007 foi inaugurada uma exposição intitulada "No rasto de Alexandre, de Selêucia a Gandara".